# Namiętność na pustyni
Namiętność na pustyni (oryg. fr. La passion dans le désert) – opowiadanie Honoriusza Balzaka z cyklu Komedia ludzka, opublikowane po raz pierwszy w 1830 w czasopiśmie Revue de Paris. Stanowi część Scen z życia wojskowego.

## Treść
Nieznani z nazwiska mężczyzna i kobieta oglądają spektakl cyrkowy, w którym występują sztukmistrz Martin i jego oswojona hiena. Zdumiona tym zjawiskiem kobieta pyta swojego towarzysza o to, jak możliwe było nawiązanie bliskiego kontaktu z dzikim zwierzęciem. Ten opowiada jej wówczas historię o żołnierzu napoleońskim, uczestniku wyprawy do Egiptu, który, schwytany przez Arabów, zdołał uciec i skryć się w odludnej grocie w pobliżu źródła wody. Tam z przerażeniem odkrywa dziką panterę. Okazuje się jednak, że zwierzę nie tylko toleruje niespodziewanego przybysza, ale i zaczyna traktować go z nieoczekiwaną czułością i delikatnością. Dni mijają, a żołnierz coraz bardziej przywiązuje się do pięknej pantery. Któregoś dnia jednak, źle zinterpretowawszy jej gwałtowny ruch, zabija ją sztyletem. Wkrótce potem zostaje odnaleziony i uratowany przez swoich towarzyszy, nie jest jednak w stanie zapomnieć o zwierzęciu.

## Cechy utworu
Namiętność na pustyni należy do tych części Komedii ludzkiej, w których najwyraźniej ujawnia się wpływ tradycji romantycznej na twórczość Balzaka, co wyraża się w egzotyce i dramatyzmie wątku miłosnego dzieła. Jest to zarazem jedyny utwór, w którym pisarz umieścił w centrum akcji zwierzę, w dodatku dokonując jego opisu tak, jakby pisał o człowieku, w tym przypadku pięknej, pociągającej kobiecie. Przez ten nieoczekiwany dla czytelnika zabieg Balzak opisywał zderzenie naturalnej namiętności z konwencjonalnym, ustalonym przez cywilizację zachowaniem, i nieuchronną zagładę opartej na pierwotnych odruchach relacji (śmierć pantery następuje w momencie, gdy żołnierz źle rozumie jej spontaniczny gest, dla niej zupełnie zwyczajny). Niektórzy krytycy podkreślali zadziwiające podobieństwo pomiędzy opisem pantery a opisem postaci Paquity, tytułowej bohaterki Dziewczyny o złotych oczach. Za najcenniejsze literacko fragmenty dzieła uważa się jednak opisy pustyni.
Namiętność na pustyni miała stanowić część nigdy nienapisanego tryptyku opowiadań poświęconych kampanii egipskiej. W związku z niezrealizowaniem tego zamiaru przez pisarza stanowi w Komedii ludzkiej utwór całkowicie izolowany, niezwiązany z żadnym innym dziełem, co więcej – mimo zaliczenia do Scen z życia wojskowego (poprzez postać żołnierza), jest on o wiele bliższy estetyce i klimatowi Studiów filozoficznych.